# Article 71-1 de la Constitution de la Cinquième République française
Article 71 Article 72
L'article 71-1 de la Constitution de la Cinquième République française crée le Défenseur des droits.

## Contenu de l'article
« Le Défenseur des droits veille au respect des droits et libertés par les administrations de l'État, les collectivités territoriales, les établissements publics, ainsi que par tout organisme investi d'une mission de service public, ou à l'égard duquel la loi organique lui attribue des compétences.

Il peut être saisi, dans les conditions prévues par la loi organique, par toute personne s'estimant lésée par le fonctionnement d'un service public ou d'un organisme visé au premier alinéa. Il peut se saisir d'office.
La loi organique définit les attributions et les modalités d'intervention du Défenseur des droits. Elle détermine les conditions dans lesquelles il peut être assisté par un collège pour l'exercice de certaines de ses attributions.
Le Défenseur des droits est nommé par le Président de la République pour un mandat de six ans non renouvelable, après application de la procédure prévue au dernier alinéa de l'article 13. Ses fonctions sont incompatibles avec celles de membre du Gouvernement et de membre du Parlement. Les autres incompatibilités sont fixées par la loi organique.

Le Défenseur des droits rend compte de son activité au Président de la République et au Parlement. »
— Article 71-1 de la Constitution

## Loi organique
Les modalités de l'article 71-1 sont définies par la loi organique du 29 mars 2011 relative au Défenseur des droits.

### Le projet de loi
Le 9 septembre 2009 un projet de loi organique a été déposé au Sénat en vue de compléter le dispositif. 
D'après les motifs du projet, le défenseur des droits est institué pour lutter contre « une dilution des responsabilités qui est par elle-même préjudiciable aux droits des personnes ». « Ainsi, les attributions du Défenseur des droits s'étendront non seulement à celles aujourd'hui exercées par le Médiateur de la République, mais seront élargies à celles du Défenseur des enfants et de la Commission nationale de déontologie de la sécurité. . ». À cette fin, « le Défenseur des droits succède au Médiateur de la République, au Défenseur des enfants et à la Commission nationale de déontologie de la sécurité (CNDS) dans leurs droits et obligations au titre de leurs activités respectives ». 
Autrement dit, le Défenseur des droits remplacera le médiateur de la République, le défenseur des enfants et la CNDS. 

### Les avis et réactions
Le 4 février 2010, la Commission nationale consultative des droits de l'homme (CNCDH) rend un avis plutôt contrasté. Si elle se félicite de la création de cette institution, elle regrette la suppression des institutions qu'elle remplace et qui ont, d'après elle, le bénéfice de la spécialisation.
Un autre avis est à signaler, celui du défenseur des enfants, qui lance un appel contre son remplacement par une institution plus généralisée.
Le Parti socialiste dénonce quant à lui le mode de nomination du défenseur des droits. En effet, la nomination directe du Défenseur par le Président de la République est un obstacle à son indépendance.

### Le contenu de la loi organique
La loi organique a été promulguée le 29 mars 2011.

### Sites internet
Sites à vocation informative
- Vie-publique.fr, panorama des lois, « Projet de loi organique et projet de loi relatifs au Défenseur des droits », http://www.vie-publique.fr/actualite/panorama/texte-discussion/projet-loi-organique-projet-loi-relatifs-au-defenseur-droits.html

Articles du gouvernement
- Conseil des ministres du 9 septembre 2009 (extrait), « Défenseur des droits », http://www.gouvernement.fr/gouvernement/defenseur-des-droits
- Portail du gouvernement, « Une meilleure défense des droits et des libertés des citoyens grâce au Défenseur des droits », 16 septembre 2009, http://www.gouvernement.fr/gouvernement/une-meilleure-defense-des-droits-et-des-libertes-des-citoyens-grace-au-defenseur-des-dr

Sites de commentaire
- Victoria Barigant, Élodie Gama et Charlotte Singh, Le défenseur des droits, Centre de recherche et d'études sur les droits fondamentaux (CREDOF), 23 mars 2009, http://www.droits-libertes.org/article.php3?id_article=101